# Shanag
Shanag là một chi khủng long, được Turner Hwang & Norell mô tả khoa học năm 2007.